# Vitebská gubernie

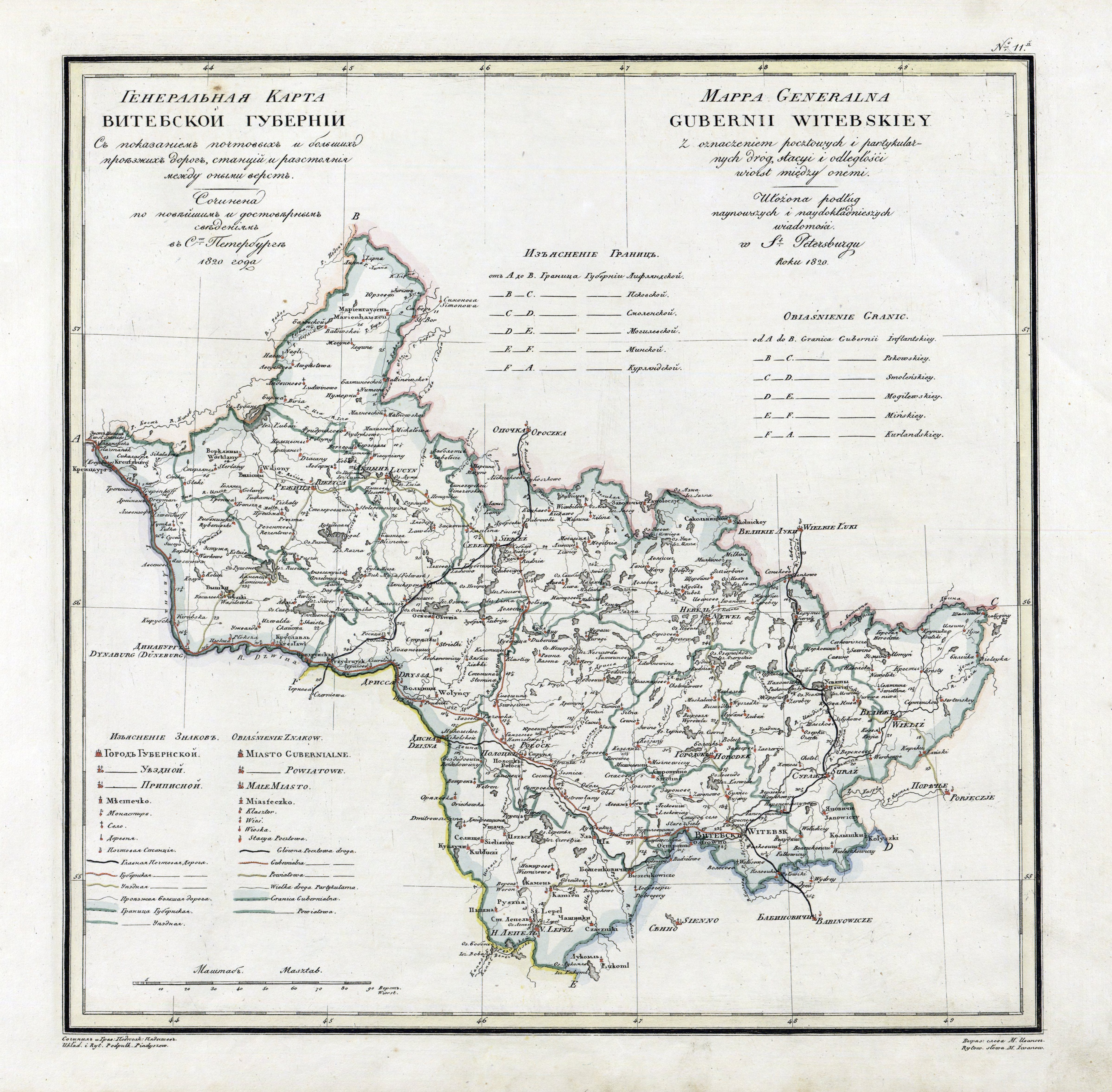
Mapa gubernie z roku 1820

Vitebská gubernie (rusky Витебская губерния) byla jedna z gubernií carského Ruska. Zřízena byla v roce 1802 z 12 okresů po rozpadu Běloruské gubernie na základě administrativně-teritoriální reformy Alexandra I. Hlavním městem gubernie byl Vitebsk. Rozloha gubernie byla 43 984 km² (podle jiných zdrojů 45 166 km²). V roce 1897 zde žilo 1 489 246 obyvatel, z čehož bylo 788 599 Bělorusů, 264 062 Lotyšů, 198 001 Rusů, 174 240 Židů, 50 377 Poláků a 7361 Němců.
Dnes je území Vitebské gubernie rozděleno mezi Bělorusko (největší část, zhruba Vitebská oblast), Lotyšsko (region Latgale) a Rusko (jižní okraj Pskovské oblasti)

## Správní členění
V roce 1900 měla gubernie 11 ujezdů:
- Drissa (dnes Verchňadzvinsk)
- Gorodok (bělorusky Haradok)
- Lepel
- Něvel
- Polock (bělorusky Polack)
- Sebež
- Veliž
- Vitebsk
- Dvinsk (lotyšsky Daugavpils)
- Ljuzin (lotyšsky Ludza)
- Rēzekne

## Zajímavost
V této gubernii se narodil a žil nejvyšší muž Ruského impéria – Fjodor Andrejevič Machnov (6. června 1878 – 28. srpna 1912), který údajně měřil 2,82 metru (podle fotografií pravděpodobně „jen” okolo 2,40 m).